# Форт Святого Михайла
35°53′26″ пн. ш. 14°30′50″ сх. д. / 35.89063° пн. ш. 14.51401° сх. д.
Форт Сент-Майкл (мальт. Forti San Mikiel) — невеликий форт у сухопутній частині міста Сенглі, Мальта. Спочатку він був побудований у 1552 році і відіграв значну роль у Великій облозі Мальти 1565 року. Після облоги його було перебудовано як Кавальєр Святого Михайла (мальт. Kavallier ta' San Mikiel), і вона була завершена в 1581 році. Кавалер був частково зруйнований у 20 столітті, і лише частина його основи все ще існує.

## Будівництво та історія
У 1537 р. д'Омедес реконструював віллу і оточив її казематом.
У 1551 році османи напали на Мальту, а пізніше вторглися на Гозо. Це спонукало великого магістра Ордену Хуана де Омедеса-і-Коскона зміцнити оборону острова. Потрібні були два нових форти: один на півострові Скіберрас, а інший на меншому півострові, тоді відомому як Ізола-ді-Сан-Мікеле, який був утворений Докярд-Крік і Френч-Крік у Гранд-Харборі.
Перший камінь форту на l'Isola був закладений 8 травня 1552 року самим де Омедесом. Форт був побудований за проектом військового інженера Педро Пардо д'Андрера. Другий форт, розташований на півострові Шиберрас, називався фортом Сент-Ельмо.

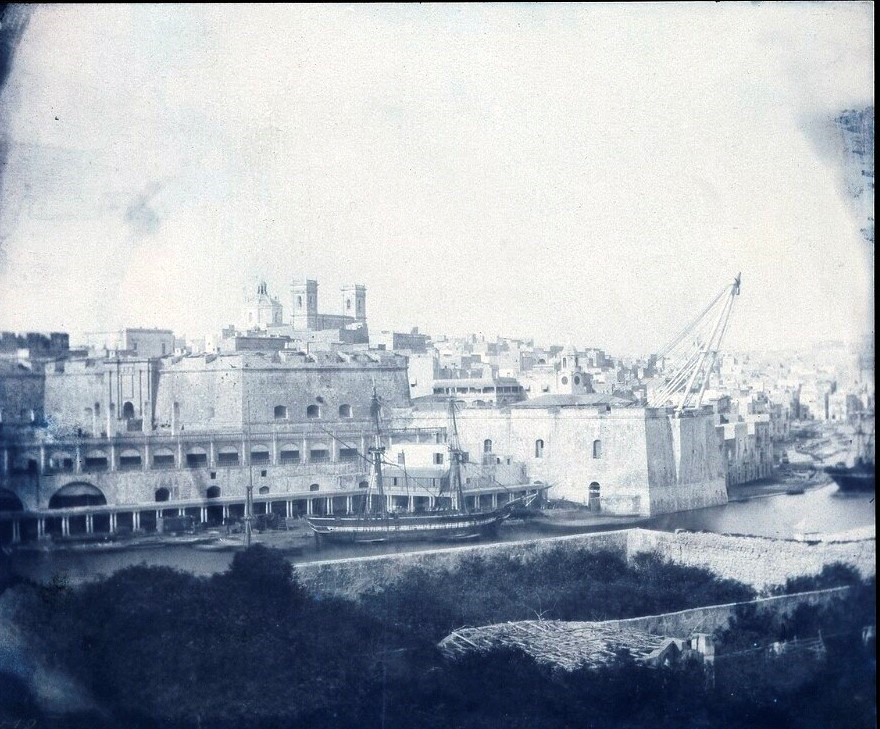
Фотографія сухопутного фронту Сенглі в 1846 році, де Св. Михайла Кавальєра частково видно в крайньому лівому куті

Форт був розширений до укріпленого міста під назвою Сенглея великим магістром Клодом де ла Сенгле під час підготовки лицарів до передбачуваної Великої облоги Мальти. Зрештою облога почалася в 1565 році, і Святий Михайло був одним із трьох фортів, які захищали фортецю лицарів у Гранд-Харбор, разом із фортами Сент-Анджело та фортом Сент-Елмо. Останній упав, але форт Сент-Майкл і форт Сент-Анджело витримали облогу. Форт Сент-Майкл був серйозно пошкоджений, оскільки він був ареною найвідчайдушніших боїв під час облоги. Він витримав 10 штурмів османських нападників.
Укріплення Сенглеї були відбудовані після облоги, і реконструкція тривала до 1581 року. Форт Св. Михайла був перетворений на кавальєр, що складалася з вежі з казематованим інтер'єром, яка мала терасовий майданчик з десятьма амбразурами.
У 1687 році дон Карлос де Грюненберг відвідав форт і порекомендував додати фосбрею. Він вирішив самостійно фінансувати витрати.

## Руйнування

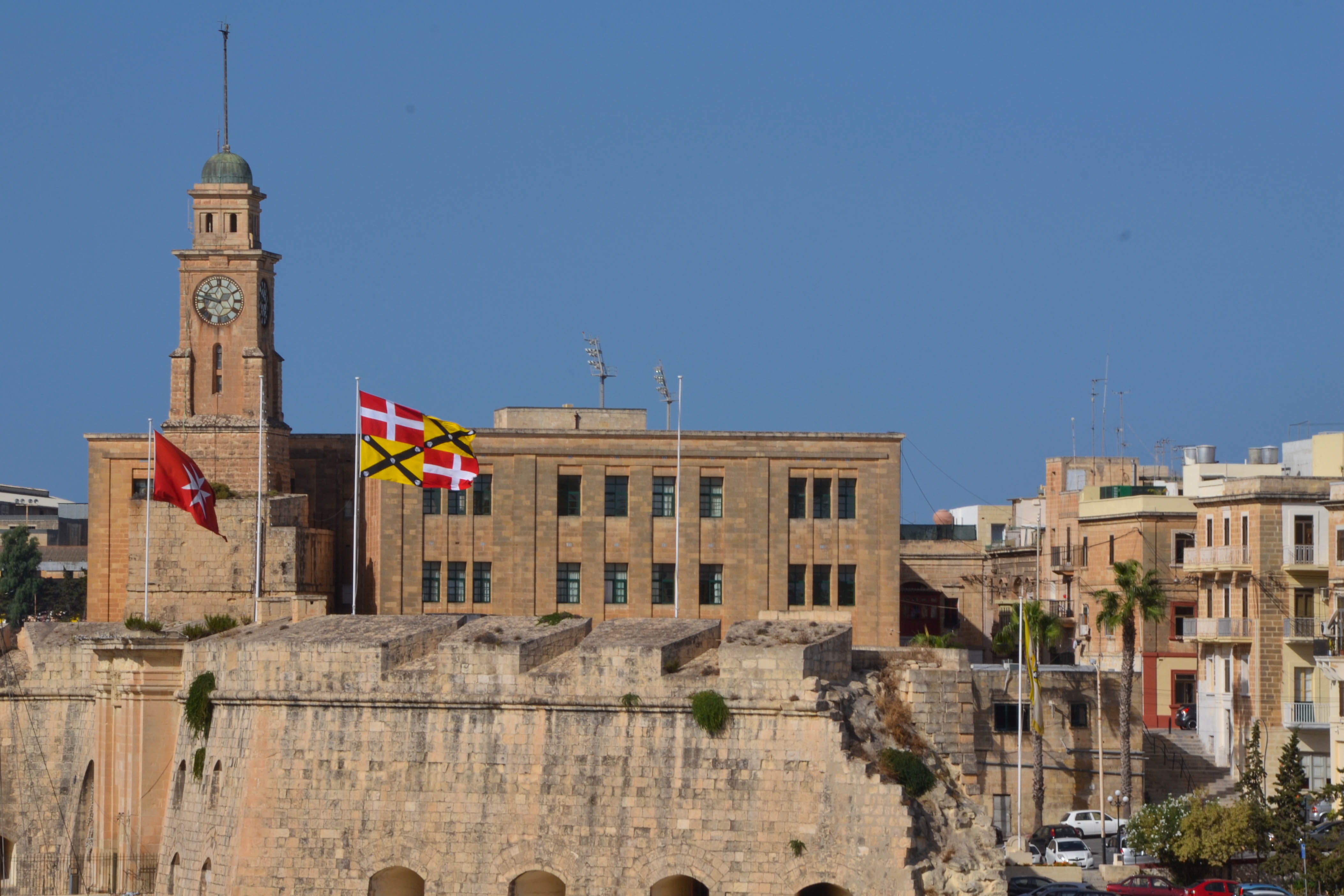
Годинникова вежа та школа, а останки кавалера використовуються як основа годинникової вежі

У 1921 році було значно розібрано Кавальєра Святого Михайла, щоб відкрити простір для будівництва школи. Лише маленька частина нижньої частини споруди залишилася і була використана як підстава для годинникової вежі.
Сьогодні бастіон у Сенглі-Поїнт, відомий як «Шпор», часто помилково називають фортом Сент-Майкл, хоча насправді форт був розташований на протилежному кінці міста.